# Institut religiós
A l'Església Catòlica un institut religiós és un institut de vida consagrada format per persones que professen una vida i estat religiós, és a dir, que fan vots religiosos públics perpetus o temporals i viuen en una comunitat religiosa. Els tipus d'Institut religiós són els ordes religiosos i les congregacions religioses. Hi ha instituts de vida consagrada que no es consideren instituts religiosos, com els instituts seculars. Hom anomena religiós al membre d'aquest instituts.
Els instituts religiosos masculins inclouen quatre tipus d'ordes com són els de canonges regulars, els monàstics, els mendicants i els de clergues regulars. També inclouen les congregacions religioses de clergues i les congregacions religioses laiques. Pel que fa als instituts religiosos femenins, estan integrats per ordes monàstics i mendicants, instituts de cases autònomes i els instituts centralitzats.